# Follement vôtre
Albums de Diane Dufresne
Dioxine de Carbone et son rayon rose
(1984) Top Secret
(1993)
Follement vôtre est le huitième album studio de la chanteuse Québécoise Diane Dufresne. Il est tiré de l'émission de télévision "Follement Vôtre" diffusé le 9 février 1986 sur Radio-Canada.

## Édition33 Tours

### Titres
| 1. | Parlez-moi d'amour                                                       | Jean Lenoir          | Jean Lenoir          | 3:54 |
| 2. | Les Dessous chics                                                        | Serge Gainsbourg     | Serge Gainsbourg     | 3:05 |
| 3. | La vie en rose                                                           | Édith Piaf           | Louiguy              | 3:31 |
| 4. | Ich bin von Kopf bis Fuss auf Liebe eingestellt (extrait de L'Ange bleu) | Friedrich Hollaender | Friedrich Hollaender | 3:30 |

| 1. | Fascination                                | Maurice De Féraudy              | Fermo Dante Marchetti | 3:50 |
| 2. | Somewhere Over the Rainbow                 | E.Y. Harburg                    | Harold Arlen          | 3:03 |
| 3. | Ils s'aiment                               | Daniel DeShaime / Daniel Lavoie | Daniel Lavoie         | 3:28 |
| 4. | Addio del passato (extrait de La Traviata) | Francesco Maria Piave           | Giuseppe Verdi        | 3:38 |
| 5. | J'tombe amoureuse                          | Pierre Grosz                    | Claude Engel          | 4:24 |

## Crédits
- - Chant : Diane Dufresne
  - Claviers, synthétiseurs : Jeff Fisher, Jimmy Tanaka
  - Guitares : Jean-Marie Benoît
  - Basse : Jean Pellerin
  - Batterie, percussions : Marty Simon

## Équipe technique
- Ingénieurs du son : André Riopel
- Arrangements : Marty Simon, Jeff Fisher
- Direction musicale : Marty Simon, Neil Chotem
- Direction vocale : Robert Savoie
- Mixage : André Riopel, Paul Northfield (assisté de Frank Opolko)
- Photos : Serge Barbeau
- Conception pochette : Lumbago
- Réalisation : Amérilys, Marty Simon
- Production : Amérilys